# Castelseprio (park archeologiczny)
Park archeologiczny w Castelseprio (wł. Parco archeologico di Castelseprio) od 2011 r. znajduje się na liście światowego dziedzictwa UNESCO jako jedno z siedmiu miejsc kategorii: Longobardowie we Włoszech. Ośrodki władzy, 568 – 774 n.e. i składa się z:
1) Warownia (Castrum) ruiny budynków wojskowych (most i wieża wejściowa, otaczające go mury, wieże obronne i dom warowny) oraz cywilnych (domy mieszkalne, studnie, cysterny) i religijnych.
2) Bazylika San Giovanni Evangelista ruiny dużej, trójnawowej bazyliki na planie prostokąta z V wieku. Później dobudowano centralną apsydę. Obok znajdują się resztki dużej cysterny, prawdopodobne ruiny zakrystii, podstawa dzwonnicy i teren cmentarza, z których zachowało się tylko kilka nagrobków longobardzkich. Jest też ośmioboczny budynek baptysterium, wewnątrz znajdują się dwa baseny chrzcielne. 

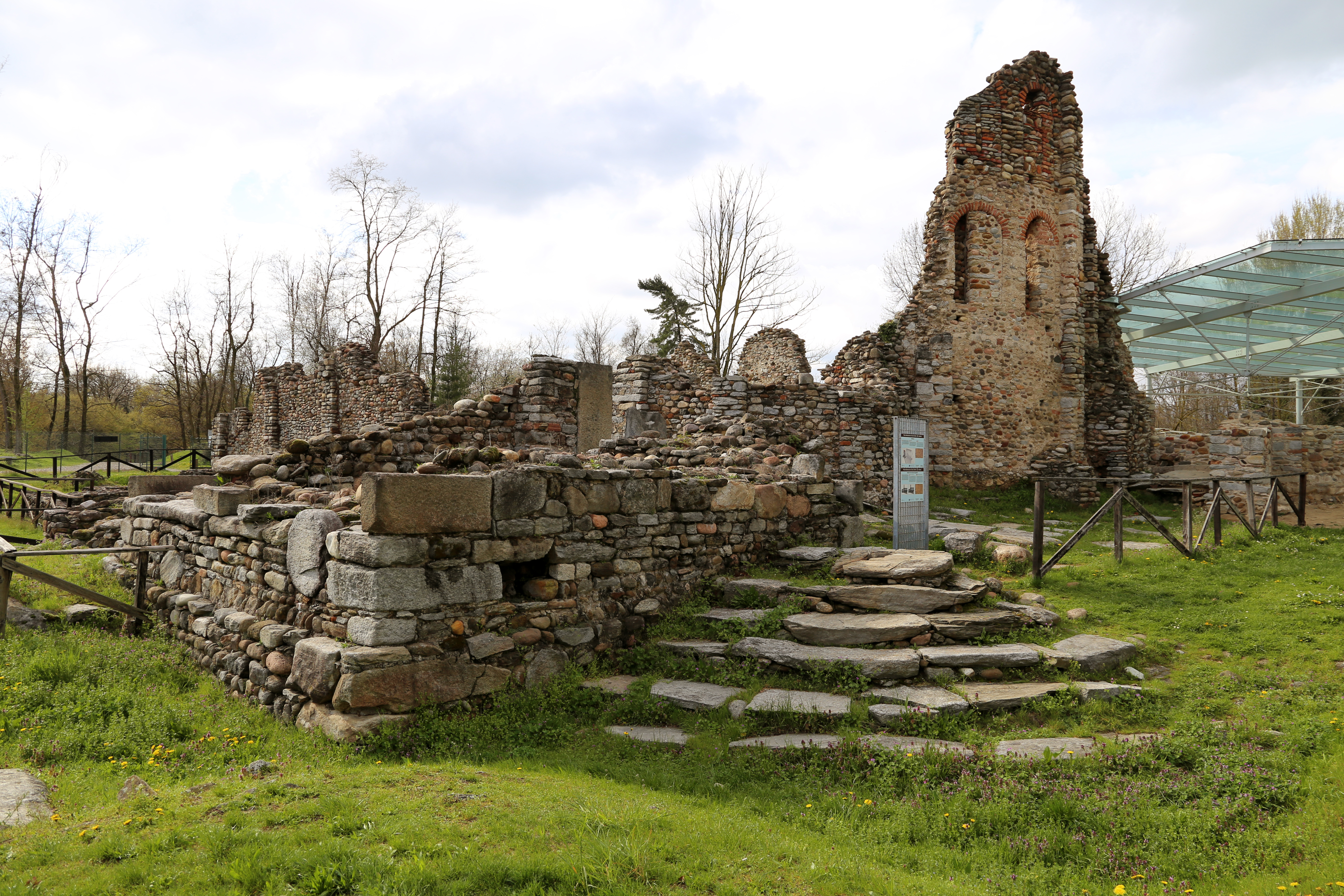
Ruiny bazyliki San Giovanni

3) Kościół San Paolo ruiny niewielkiego, romańskiego kościoła z apsydą, krużgankiem i przedsionkiem.
4) Klasztor San Giovanni mały klasztor z dziedzińcem, być może zbudowany w XIV wieku. Wewnątrz ściany oratorium zdobią późnorenesansowe i XVII-wieczne freski. 
5) Osada pozostałości miejscowości zbudowanej na zachód od castrum. Widoczne rowy, pozostałości bramy, placu i niektórych budynków, w tym prawdopodobnie kościoła San Lorenzo.
6) Kościół Santa Maria Foris Portas mały kościół mieści w apsydzie cenny cykl obrazkowy, który przedstawia "Dzieciństwo Chrystusa", inspirowane apokryficznymi Ewangeliami. Datowanie fresków jest problematyczne i oscyluje między końcem VI i IX wiekiem. 

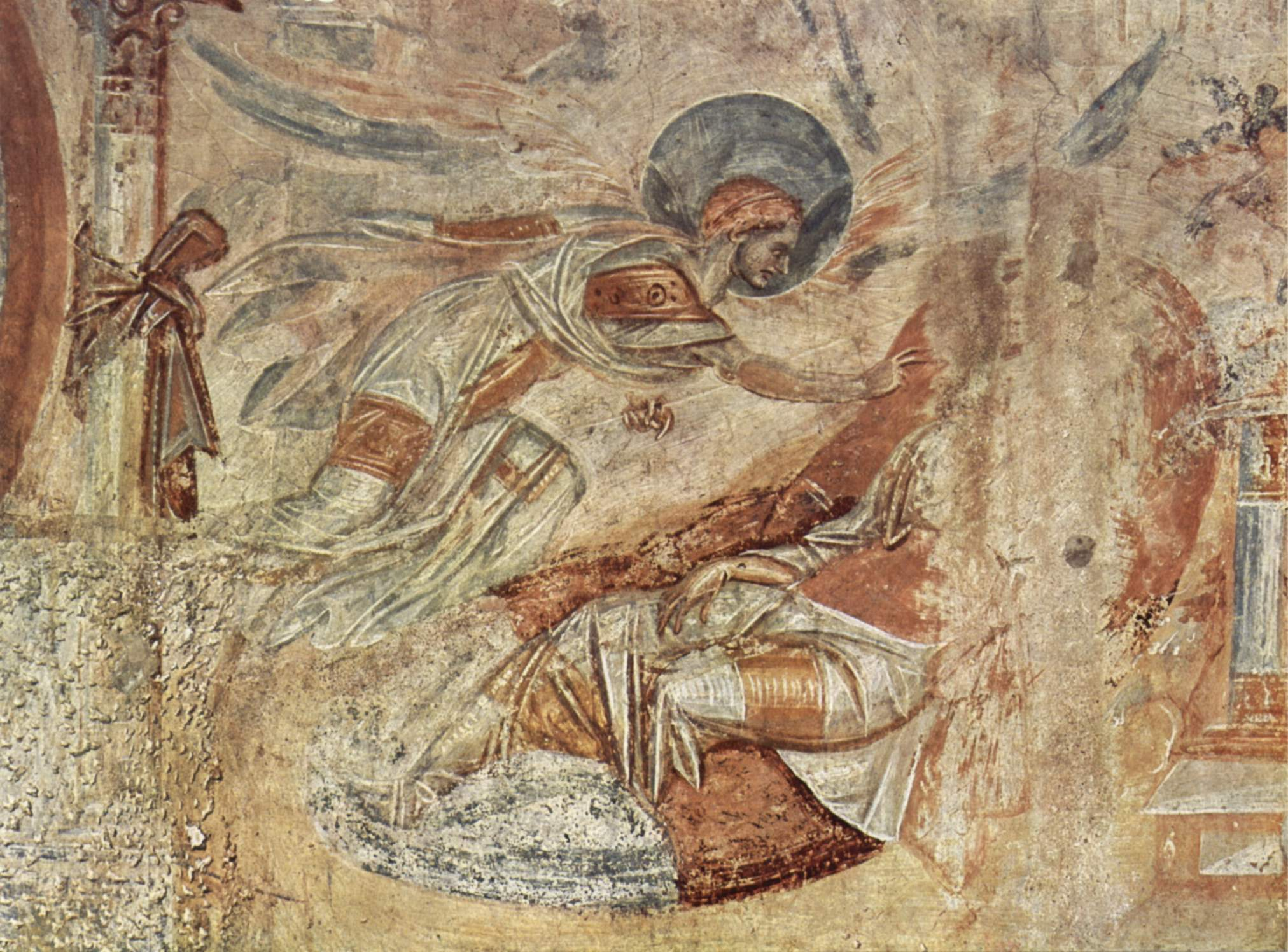
Fresk w Santa Maria Foris Portas ze sceną snu św. Józefa
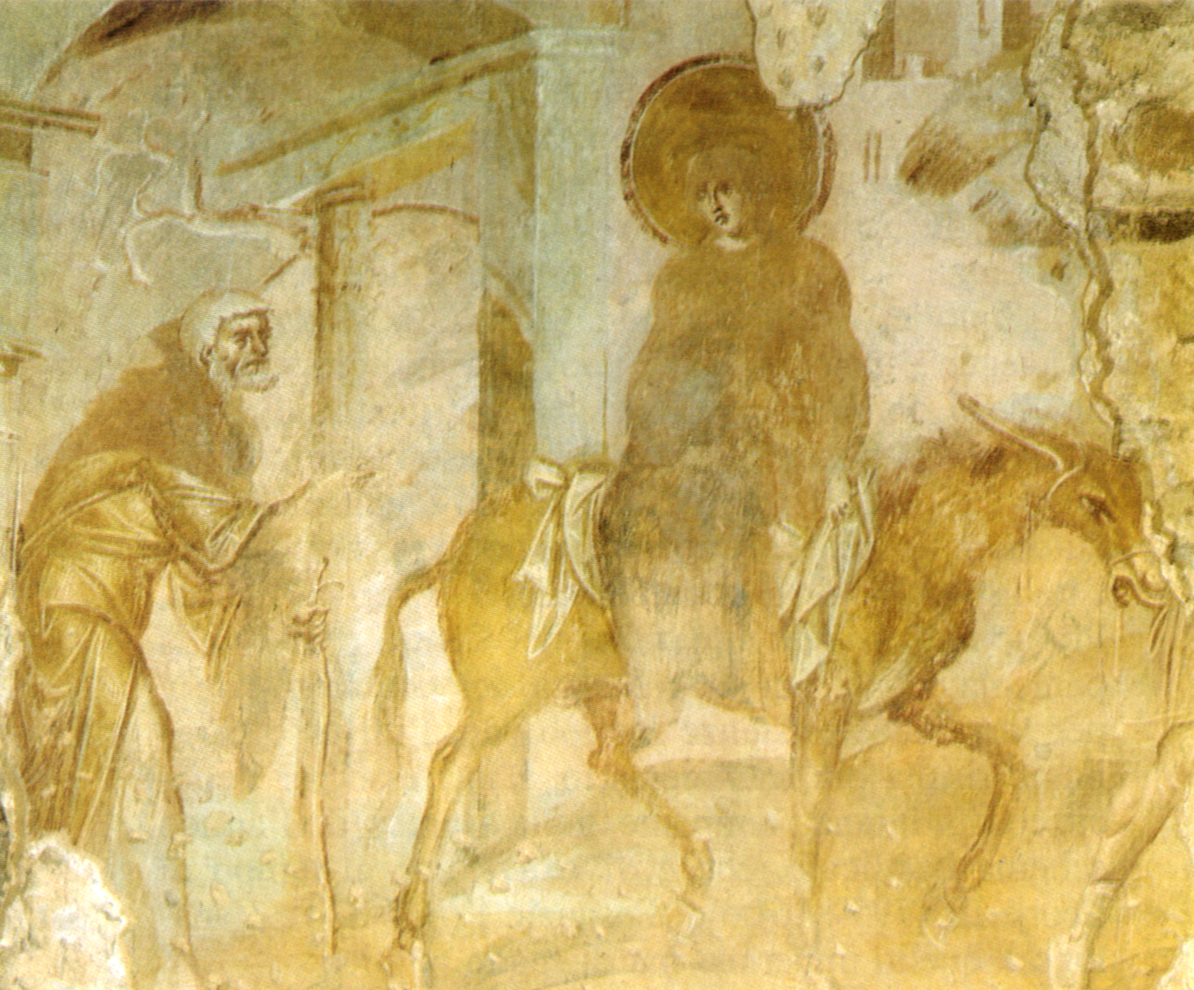
Scena drogi do Betelejem
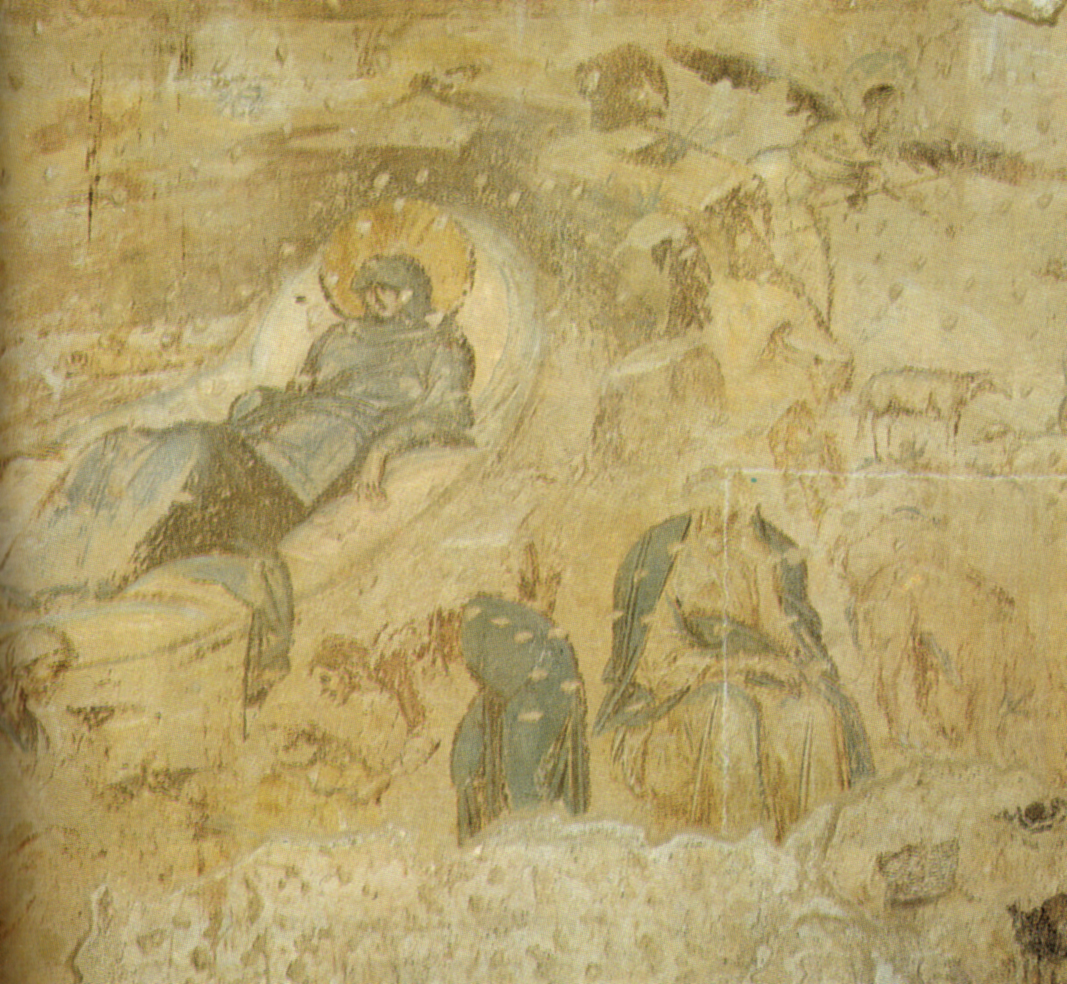
Scena Bożego Narodzenia
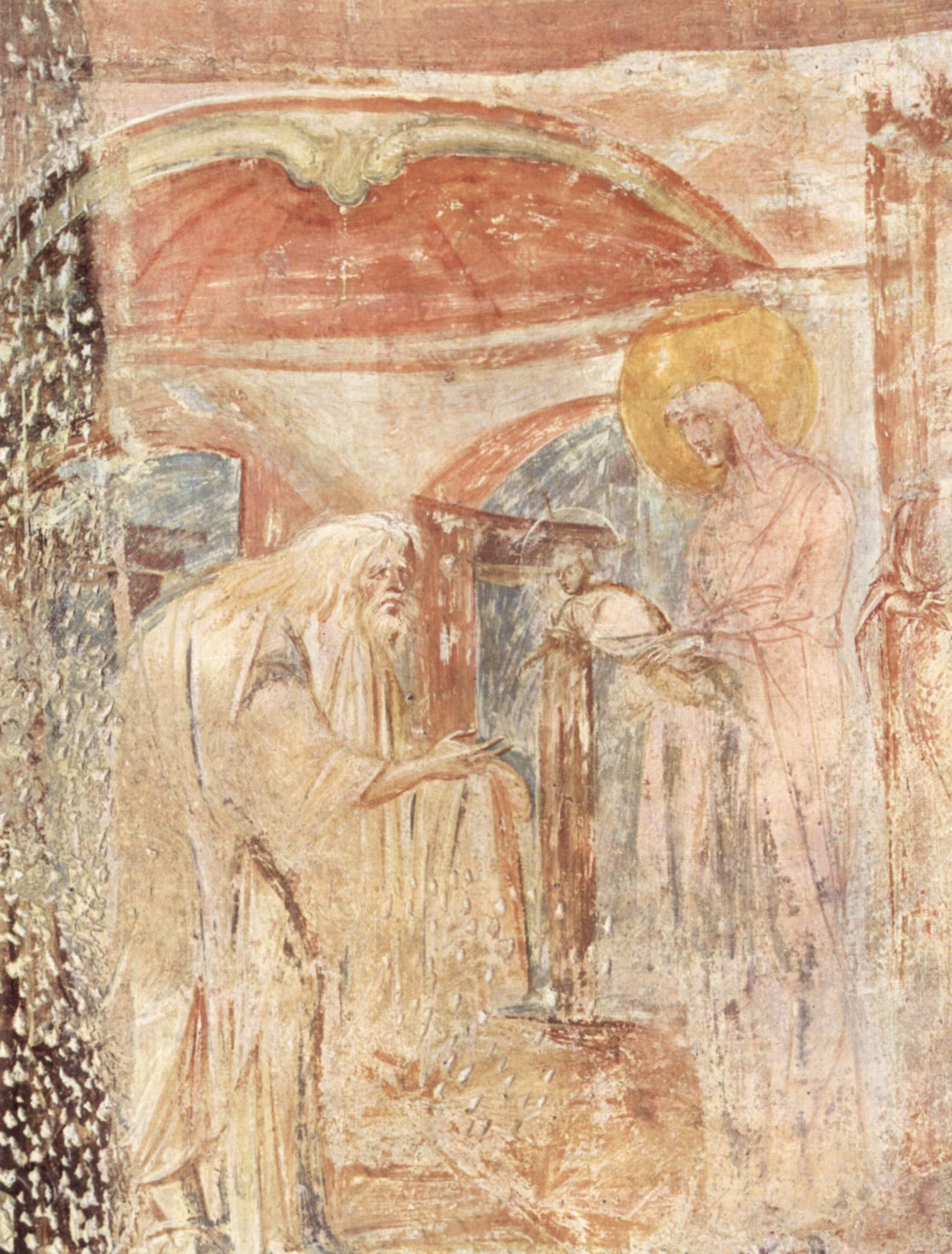
Scena ofiarowania w świątyni

7) Klasztor Torba ruiny klasztoru i kościoła Santa Maria di Torba z XI-XIII wieku.